# Хенријет Рoнер Книп
 Хенријет Рoнер Книп  (хол. Henriëtte Ronner Knip); Амстердам, 31. март 1821 — Брисел (Иксел), Краљевина Белгија, 28. фебруар 1909, је била холандско-белгијска сликарка најпознатија по сликама животиња, посебно паса и мачака, које су биле веома популарне крајем 19. века. Она се за тај жанр у романтичарском стилу, специјализовала тек касније у свом раду. Потицала је из породице уметника, а своје најраније образовање стекла је од свог оца Јозефа Августа Книпа (хол. Joseph August Knip). Са петнаест година продала је своју прву слику на изложби у Диселдорфу, Немачка. Након удаје све своје слике потписивала је са Хенријет Ронер (хол. Henriëtte Ronner) .

## Биографија
Хенријет Рoнер Книп је рођена у Амстердаму 31. марта 1821. године у уметничкој породици. Своје прве лекције из сликарства добила је од оца. Њен отац Јозеф Август Книп радио је као сликар тапета у очевом атељеу а 1801. године одлази у Париз, Француска, где је сликао углавном пејзаже у гваш техници. Отац је, после добијања Наградe Рима (1808.) провео неколико година са породицом у Италији. Неки извори указују да је њена мајка била Паулина Рајфер де Курсел (хол. Pauline Rifer de Courcelles), сликарка која је сликала птице и која је била прва жена њеног оца, међутим како је у време њеног рођења отац живео са Корнелијом ван Лиуве (хол. Cornelia van Leeuwen), њој се такође приписује Хенријетино мајчинство. Породица се често селила јер је њен отац зарађивао дајући часове сликања. Након развода оца са Паулин Рајфер де Курсел 1824. године, он се оженио са Корнелијом ван Лиуве, а породица је наставила да се сели по Холандији, боравећи кратко време у Хагу (хол. Den Haag), затим у Бејку (хол. Beek) и Ден Босу (хол. Den Bosch), пре него што су се настанила у Берликуму (хол. Berlicum), 1840. године. У то време, Хенријет је била задужена за породичне финансије и правне обавезе тако да је озбиљније почела да слика тек око 1835. године.

## Каријера
Од своје пете године, Хенријет је показала таленат и склоност за цртање. Копирала је многе студије и скице свог оца. Већина познатих цртежа из раног детињства настала је током њеног боравка у Француској са породицом. Након што су се настанили у Холандији, почела је своје уметничко образовање под очевим вођством са једанаест година. Када је отац изгубио вид он је одлучио да je озбиљније обучи, јер ће она постати одговорна за обезбеђивање породичних прихода. Од тог времена, млада Хенријет је била подвргнута строгом режиму обуке у очевом студију, где је остајала за својим штафелајем од изласка до заласка сунца, са малим паузама за оброке. Отац је био њен једини учитељ. Подстицао је да учи из природе и упозорио је: "да не гледа очима других него својим". Отац је стално подсећао на жртве које уметник мора да поднесе да би пожњео радост успеха. Упркос озбиљности своје обуке, Хенријет је схватила да ће је систем обуке и савети њеног оца, како је објаснила: "вероватније довести до највише изврсности развијањем сопствених моћи и ресурса, него хладни систем који се обично примењује у академијама". Током својих раних година, сликала је многе теме укључујући жанровске сцене, пејзаже и мртве природе. Била је учесник на Изложби живих мајстора (хол. Tentoonstelling van Levende Meesters) 1838. године где је изложила своје слике. Након смрти оца 1847. године, па затим и мајке Корнелије ван Лиуве 1848. сели се у Амстердам где је сликала фарме, домаће животиње, поља, шуме, животиње из шуме и природу. Прво је користила технику аквареле а затим је прешла на уљану технику. Исте 1848. године постала је прва жена примљена као активни члан Холандског удружења уметника (лат. Arti et Amicitiae). После удаје за Феика Ронера (хол. Feico Ronner),1850. године у Амстердаму сели се у Брисел, Белгија. Од тог тренутка своје слике потписује са Хенријет Ронер. Године 1860. насликала је слику под називом Смрт пријатеља (фр. La mort d’un ami) која је постала веома цењена. Након што је изложила ову слику у Бриселу 1860. године, она је стекла репутацију сликарке паса, па је почела добијати све већи број наруџби од многих угледних мецена. Међу њима су били краљеви Хановера, Пруске, Португалије, белгијска краљица, као и грофица од Фландрије. Како је њен супруг често био болестан и није могао да ради сталне послове, она је сузила своје теме, фокусирајући се скоро у потпуности на слике мачака, које су у то време биле популарне.  Посебно су сцене мачака, са изванредним приказом текстуре и анегдотским карактером, донеле Хенријет Ронер трајну славу. Ове сцене више личе на мртве природе са прибором, оживљене разиграним мачкама и младунцима. После 1870. израдила је своје најпознатије слике, на којима су биле мачке, познате и популарне по својој хумористичној и антропоморфној карактеризацији где су ови кућни љубимци често приказивани у луксузним ентеријерима. "Отвореност и искреност су обележје госпође Ронер и управо ови квалитети у комбинацији са темпераментом правог уметника учинили су је познатом, чија популарност вероватно неће ускоро нестати", написао је о њеним делима Е. Бас (фр. E. Baes) у Часопису за ликовну уметност и књижевност (фр. Journal des Beaux-arts et de la Literature) 1887. године.  Њено мајсторство у приказивању мачака описао је и Марион Спилман (енгл. Marion H. Spielman), викторијански уметнички критичар који је написао есеј о уметници а који је објављен у његовој књизи Хенријет Роннер, сликар мачијег живота и мачијег карактера (енгл. Henriette Ronner. The Painter Of Cat Life And Cat Character), 1892. године. Током 1880-их и 1890-их,у њеним делима појављују се  неки нови популарни мотиви под утицајем јапанске и кинеске уметности. Међутим, како је модернизам све више добијао на значају, њен рад је почео да се описује као неинспиративан и конзервативан, па су ове негативне критике можда утицале да почне користити светлије нијансе боја и да се удаљи од својих пажљиво осмишљних композиција. Хенриjет Роннер Книп  је умрла 28. фебруара 1909. године у Бриселу.

## Почасти и награде
Током своје сјајне каријере, Хенриjет Роннер Книп је много излагала и добила бројне престижне награде и признања. Имала је много успеха на тријеналним салонима у Белгији и изложбама живих мајстора у Холандији, али и у свим већим европским, америчким и аустралијским градовима. Тако је 1893. године, изложила своје радове и у Палати лепих уметности (енгл. Palace of Fine Arts) на Светској колумбијској изложби 1893. (енгл. World's Columbian Exposition) у Чикагу, Илиноис, САД. Године 1850. изабрана је за заслужног члана Удружења природа учитељица уметности (лат. Natura Artis Magistra) из Амстердама. Затим године 1857. добија је сребрну медаљу у Хагу. Годину дана касније добија бронзану медаљу Дижона (фр. Dijon) а 1860. сребрну-позлаћену медаљу Троа (фр. Troyes). Хенријет је 1861. награђена чак са три медаље, сребрном медаљом у Мецу (фр. Metz), златном медаљом у Хагу и Великом златном медаљом у Лиону (фр. Lyon). Пред крај 1862. године изабрана је за заслужног члана Академије за сликарство и цртање у Ротердаму (хол. Rotterdam). У Нансију (фр. Nancy) 1864. године добија бронзану медаљу а у Руану (фр. Rouen) сребрну медаљу. Уследиле су златна медаља и почасна диплома на Универзалној изложби у Порту (порт. Porto), Португалија 1865. Три године касније добила је Сребрну медаљу Авра (фр. Le Havre) и златну медаљу Амстердама. Године 1873. награђена је Уметничком медаљом на Универзалној изложби у Бечу, а 1874. године уручена јој је и Јединствена медаљу за заслуге. Остале награде укључују Уметничку медаљу на изложби у Филаделфији (енгл. Philadelphia) 1876. године, две златне медаље из Антверпена (хол. Antwerpen) и Амстердама 1879. и 1880. године. Амстердам јој је поново доделио златну медаљу 1883. године а те године јој је и у у Единбургу (енгл. Edinburgh), Уједињено Краљевство (Шкотска), уручена сребрна медаља. Одликована је 1887. године од краља Белгије Орденом крста Леополда (фр. Chevalier d’Lordre de Léopold), што је изузетна и ретка част коју је нека жена добила. Указом краља Холандије 1909. године постала је Витез Реда Оранж-Насау (хол. Orde van Oranje-Nassau), Холандије. .

## Галерија
- Игра мачета
- Задовољство
- Мачићи у игри
- Најбољи пријатељи
- Штене у бурету
- Час клавира